# Arsenal de Rock Island
El Arsenal de Rock Island, que comprende 946 acres (383 ha ), está ubicado en la isla Arsenal, originalmente conocida como Rock Island, en el río Misisipi, entre las ciudades de Davenport, Iowa, y Rock Island, Illinois. Está ubicado en el estado de Illinois.

## Introducción
La isla se estableció originalmente como un puesto gubernamental en 1816 con la construcción del Fuerte Armstrong. Actualmente es el mayor arsenal de fabricación de armas propiedad del gobierno de Estados Unidos.  Ha sido designado como un Monumento Histórico Nacional.

## Historia

### Primeros años
La isla de Rock Island, fue anteriormente utilizada como un campamento por los nativos americanos Sauk, la disputa sobre la propiedad tribal condujo a la Guerra de Halcón Negro de 1832, llamada así en honor al líder principal de los Sauk, el jefe Halcón Negro. La isla actualmente alberga el cuartel general del Primer Ejército estadounidense, y un centro de excelencia de fabricación del Ejército de los Estados Unidos. Desde la década de 1880, el arsenal fabrica material militar y piezas de artillería. Entre los años 1919 y 1920, se fabricaron 100 unidades del tanque angloamericano Mark VIII, el tanque fue construido después de la Primera Guerra Mundial.

### Arsenal
Rock Island fue fundado como un arsenal militar y como un centro de fabricación de equipos de campaña, actualmente ofrece servicios de fabricación, logística militar y apoyo a las Fuerzas Armadas de los Estados Unidos. El arsenal es la única fundición activa del Ejército de los Estados Unidos y fabrica municiones y equipos, piezas de artillería, armas de fuego, cañones sin retroceso, lanzagranadas y simuladores de combate.
Algunos de los productos más exitosos del arsenal de Rock Island incluyen los obuses remolcados M198 y M119 y el cañón del carro de combate principal M1 Abrams. En el arsenal trabajan unos 250 militares y 6000 empleados civiles. La población del censo en el año 2000 era de 145 personas.

### Guarnición
- Comando conjunto de municiones.
- Centro de mando conjunto de fabricación de armamento y tecnología militar.
- Cuerpo de Ingenieros del Ejército estadounidense, Distrito de Rock Island.
- Comando de apoyo del Ejército de los Estados Unidos.
- Primer Ejército de los Estados Unidos.